# Ugo Tomeazzi
Ugo Tomeazzi (ur. 24 grudnia 1940 w Bomporto) – włoski piłkarz, występujący podczas kariery na pozycji pomocnika lub napastnika.

## Kariera klubowa
Karierę piłkarską Ugo Tomeazzi rozpoczął w drugoligowej Modenie w 1958. W 1960 trafił do pierwszoligowego Interu Mediolan. Nie zdołał zadebiutować w barwach nerroazurrich, gdyż wkrótce został sprzedany do Torino FC. W Torino zadebiutował w Serie A 13 listopada 1960 w zremisowanym 0-0 meczu derbowym z Juventusem. W 1961 odszedł do drugoligowego SSC Napoli, z którym rok później awansował do Serie A i zdobył Puchar Włoch. W 1963 został zawodnikiem Mantovy. W Mantovie występował przez 9 lat, awansując i spadając z Serie A. W latach 1960–1972 w Serie A Tomeazzi rozegrał 123 spotkania, w których zdobył 9 bramek. W sezonie 1972/73 był zawodnikiem drugoligowej Monzy, a 1973/74 trzecioligowej Ravenny, w której zakończył karierę.
| Sezon   | Klub           | Kraj   | Rozgrywki | Mecze | Bramki |
| ------- | -------------- | ------ | --------- | ----- | ------ |
| 1958/59 | Modena FC      | Włochy | Serie B   | 13    | 1      |
| 1959/60 | Modena FC      | Włochy | Serie B   | 34    | 11     |
| 1960/61 | Inter Mediolan | Włochy | Serie A   | 0     | 0      |
| 1960/61 | Torino FC      | Włochy | Serie A   | 22    | 3      |
| 1961/62 | SSC Napoli     | Włochy | Serie B   | 16    | 0      |
| 1962/63 | SSC Napoli     | Włochy | Serie A   | 12    | 0      |
| 1963/64 | AC Mantova     | Włochy | Serie A   | 15    | 0      |
| 1964/65 | AC Mantova     | Włochy | Serie A   | 16    | 2      |
| 1965/66 | AC Mantova     | Włochy | Serie B   | 21    | 3      |
| 1966/67 | AC Mantova     | Włochy | Serie A   | 13    | 1      |
| 1967/68 | AC Mantova     | Włochy | Serie A   | 19    | 3      |
| 1968/69 | AC Mantova     | Włochy | Serie A   | 36    | 3      |
| 1969/70 | AC Mantova     | Włochy | Serie B   | 33    | 5      |
| 1970/71 | AC Mantova     | Włochy | Serie B   | 32    | 2      |
| 1971/72 | AC Mantova     | Włochy | Serie A   | 26    | 0      |
| 1972/73 | AC Monza       | Włochy | Serie B   | 22    | 1      |
| 1973/74 | Ravenna Calcio | Włochy | Serie C   | 20    | 1      |

## Kariera reprezentacyjna
Ugo Tomeazzi ma za sobą występy w olimpijskiej reprezentacji Włoch. W 1960 roku pojechał na Igrzyska Olimpijskie, na których Włochy zajęły czwarte miejsce. Na turnieju we Włoszech wystąpił w czterech meczach z Tajwanem (bramka), Wielką Brytanią, Jugosławią i Węgrami (bramka).

## Kariera trenerska
Po zakończeniu kariery piłkarskiej Tomeazzi został trenerem. Karierę trenerską rozpoczął w Mantovie w 1976. Później prowadził również m.in. Suzzarę, Carpi, SPAL i Modenę.